# Белојт (Висконсин)
Белојт (енгл. Beloit) град је у америчкој савезној држави Висконсин.

## Демографија
По попису из 2010. године број становника је 36.966, што је 1.191 (3,3%) становника више него 2000. године.
| Група             | 2000.          | 2010.          |
| Белци             | 25.732 (71,9%) | 23.485 (63,5%) |
| Афроамериканци    | 5.497 (15,4%)  | 5.572 (15,1%)  |
| Азијати           | 415 (1,2%)     | 415 (1,1%)     |
| Хиспаноамериканци | 3.257 (9,1%)   | 6.332 (17,1%)  |
| Укупно            | 35.775         | 36.966         |